# Омар Шариф
Омар Шариф (:), пуним именом Мишел Димитри Шалхуб (: ; Александрија, 10. април 1932. — Каиро, 10. јул 2015), био је либанско-египатски глумац. Своју глумачку каријеру почео је у родном Египту 1950-их година, али најпознатији је по појављивањима у филмовима британске и америчке продукције. Шариф је, како год, веома популаран глумац који је улоге налазио широм Европе и Холивуда. Псеудоним Омар је узео по америчком генералу Омару Бредлију, док сама реч шариф на арапском значи „племенити” или „племић”.
Од улога Омара Шарифа највише се истичу филмови Лоренс од Арабије (1962), Доктор Живаго (1965) и Смешна девојка (1968). Био је номинован за доделу Оскара, а освојио је три Златна глобуса те награду Сезар.
Шариф, који је говорио арапски, енглески, грчки, француски, шпански, португалски и италијански језик, увек је сматран странцем на неки начин. Био је огорчен ограничењима путовања наметнутих од владе египатског председника Насера, што је довело до тога да се на крају пресели у Европу. Отуђеност од родног места и породице је довела и до мирног развода Омара и његове супруге, иконске египатске глумице Фатен Хамаме, због које је прешао на ислам. Био је љубитељ коњских трка, а једно време рангиран и међу најбољим светским играчима контракт бриџа.
Мишел Димитри Шалхуб је умро 10. јула 2015. године у 83. години живота од срчаног удара, у болници у Каиру (Египат).

## Биографија
Омар Шариф, чије усвојено презиме на арапском језику значи „племенити” или „племић” је рођен 10. априла 1932. године као Мишел Димитри Шалхуб у Александрији (Краљевство Египат). Рођен је у мелкитској грчкој католичкој породици палестинско-сиријско-либанског порекла. Његов отац, Јозеф Шалхуб, рођен је у Либану у граду Захлу, а био је богати трговац егзотичном храном. У Египат је дошао у раном 20. веку, где је остао да живи и где је добио и подигао сина Омара. Омарова мајка, Клер Сада, била је сиријског и либанског порекла. У младости, Шариф је студирао на александријском колеџу Викторија (енгл. Victoria College, Alexandria), где је показао таленат за језике; постао је полиглота и течно је говорио енглески, арапски, грчки и француски, а помало се служио и италијанским и турским језиком. Дипломирао је на Универзитету у Каиру са математичким и физичким звањем. Мишел се 1955. преобраћује на ислам узимајући име Омар ел Шариф, како би оженио египатску глумицу Фатен Хамаму. Ово је увећало његову популарност у арапским земљама, а у браку који се завршио 1974. године је добио сина Тарека Шерифа (1957). Омаров син Тарек је са својим оцем глумио у филму Доктор Живаго као Јури, и то када је имао само осам година.
Након добијања дипломе математичара и физичара на Универзитету у Каиру, Пре него што је уписао глуму на Краљевској академији драмских уметности у Лондону, Шариф је једно време радио са својим оцем у веома исплативом приватном бизнису везаном за обраду дрвета.

## Глумачка каријера
Омар Шариф своју глумачку каријеру започиње 1954. године улогом у нативном египатском филму Шејтан ел сахра (енгл. Shaytan Al-Sahra — „пустињски ђаво”), а исте године глуми и у филму Сира Фи ел вади (арап. Ṣira‘ Fī al-Wādī / صراع في الوادي — „борба у долини” или „јарко сунце”). Убрзо постаје славан, те се појављује у делима египатске продукције, укључујући Ла анам (арап. لا أنام — „бесани”) из 1958, Сајидат ел каср (арап. سيدة القصر — „дама са дворца”) из 1959. и адаптацију Ане Карењине под именом Нахр ел хуб (арап. نهر الحب — „река љубави”) из 1961. Такође је глумио и са својом женом, Египћанком Фатен Хамамом; играли су главне улоге у неколико романтичних филмова.
Шарифов први филм на енглеском језику била је улога Шерифа Алија 1962. године у историјском епском филму Лоренс од Арабије, који је режирао Дејвид Лин. Овај перформанс му је донео номинацију за Оскара у категорији за најбољег глумца у пратећој улози и Златни глобус у истој категорији као и категорији за глумца нову звезду године. Улога Шарифа у ономе што се данас сматра једним од „најзахтевнијих пратећих улога у историји Холивуда” је била и комплекса и рискантна зато што он тада практично није био познат ван граница Египта. Међутим, како историчар Стивен Чарлс Кејтон наводи, Лин је инсистирао на коришћењу „етничких” глумаца кад год је то могуће како би се филмови чинили аутентичнијим. Шарифу је нејасна етничка припадност помогла и у другим филмовима његове каријере: „Причао сам француски, грчки, италијански, шпански и чак арапски”, рекао је, „... нагласком који ми је омогућавао играње улоге странца, а да нико не распозна одакле тачно потичем, што се показало изузетно успешним кроз моју каријеру.”
У следећих неколико година, после ове улоге за пробијање леда, Шариф је као пратећи глумац играо у великом броју филмова прихватајући широк спектар улога, који укључује улогу шпанског свештеника у Зинемановом филму Погледајте бледог коња (енгл. Behold a Pale Horse) из 1964. Режисер Фред Зинеман рекао је да је изабрао баш Шарифа једним делом због сугестије Дејвида Лина. „Рекао је да је [Шариф] био апсолутно чудесан глумац: ’Ако га се уопште и може погледати.’” Филмски историчар Ричард Шикел написао је да је Шариф остварио „истински предиван наступ”, нарочито вредан због његове тотално другачије улоге у Лоренсу од Арабије: „Тешко је за поверовати да свештеник и шеик могу да буду одглумљени од стране једне те исте особе.” Шариф је такође играо улогу југословенског ратног патриоте у Жутом ролс-ројсу (енгл. The Yellow Rolls-Royce) из исте (1964) године, улогу монголског освајача у Џингис Кану (енгл. Genghis Khan) из 1965. године, немачког војног официра у Ноћима генерāлâ (енгл. The Night of the Generals) из 1967. године, затим Рудолфа Франсиса Карла Јозефа, војводу од Аустрије у Мајерлингу (енгл. Mayerling) из 1968. године, Че Гевару у филму Че! (енгл. Che!) из 1969. године и многе друге.
Исте године, Шариф се удружује са Лином да би настао филм Доктор Живаго (енгл. Doctor Zhivago) 1965. године, који је у ствари адаптација истоимене новеле Бориса Пастернака из 1957. године, а која је у Совјетском Савезу била забрањена у периоду од чак 30 година због неслагања власти са „антидржавним” садржајем дела. За своју улогу Шариф је освојио други Златни глобус, и то у категорији за најбољег драмског глумца.
Шарифу се приписује и портретирање Никија Арнстајна, мужа Фани Брајс у Смешној девојци (енгл. Funny Girl) из 1968. године, иако су неки били мишљења да улога њујоршког јеврејског коцкара није била она права за Шарифа. Његова одлука да ради са Барбром Страјсенд наљутила је египатску владу у то време због Страјсендине подршке Израелу, тако да је држава на крају забранила приказивање филма. Филма је такође био „сместа забрањен” у бројним арапским земљама. Сама Страјсендова је у шали одговорила: „Мислите да је Каиро био уздрман? Требало је да видите писмо које сам добила од своје тетке Роуз!” Шариф и Страјсендова су започели своју љубавну везу током снимања. Он је признао касније да му се Страјсендова у почетку баш и није свиђала, али да га је њен жал убрзо превладао: „Око недељу дана од момента када сам је упознао”, присећао се Шариф, „постао сам лудо заљубљен у њу. Мислио сам да је она најдивнија девојка коју сам икада видео у свом животу... Чинила ми се физички лепом и после ње сам остао у жудњи.” Шариф је имао репризну улогу у наставку филма Смешна девојка 1975. године.
Међу Шарифовим осталим филмовима налазе се вестерн Макенино злато (енгл. Mackenna's Gold) из 1969. године у ком је играо заштитника закона Грегорија Пека, затим трилер Џугернаут (енгл. Juggernaut) из 1974. године у ком је глумио и Ричард Харис, те романтична драма Семе тамаринде (енгл. The Tamarind Seed) из 1974. године у ком је глумила и Џули Ендруз а ког је режирао Блејк Едвардс. Шариф је такође допринео камео стрипу наступима у Едвардсовим делима Пинк пантер напада поново (енгл. The Pink Panther Strikes Again) из 1976. године и Топ сикрет! (енгл. Top Secret!), шпијунској сатири из 1980. године. Године 2003, Омар Шариф добија улогу у филму на француском језику, који представља адаптацију новеле (фр. Monsieur Ibrahim et les Fleurs du Coran), а у коме глуми муслиманског турског трговца који постаје очинска фигура за јеврејског дечака. За своју улогу, Шариф је добио награду Сезар у категорији за најбољег глумца. Касније улоге укључују играње у филмовима Хидалго (енгл. Hidalgo) из 2004. године те Рок д кежбех (енгл. Rock the Casbah) из 2013. године.
Шарифова последња главна улога је била у кратком едукативном филму 1001 изум и свет Ибн ел Хајтама, који је режирао Ахмед Салим за 1001 изум (енгл. 1001 Inventions), а био је објављен као део кампање „Међународна година светла” (енгл. International Year of Light) Уједињених нација односно Унеска.

## Бриџ
Омар Шариф је давно био међу светских топ 50 играча широко познате карташке игре контракт бриџа. Играо је у егзибиционом мечу пред иранским шахом (краљем Ирана од. Персије). Са Чарлсом Гореном, Шариф је састављао новинске чланке за Chicago Tribune у периоду од неколико година, после чега је ову „дужност” углавном препустио Танаху Хиршу. Такође је аутор и коаутор неколико књига о бриџу, а своје име је лиценцирао за бриџ видео-игрицу; у почетку издавана као MS-DOS верзија и Amiga верзија (1992), Omar Sharif Bridge се још увек продаје (цена је 4,99 долара), и то као верзија за Windows, Епл односно разне десктоп, мобилне и друге платформе. Амерички магазин за љубитеље рачунарских игрица Computer Gaming World, 1992. године је игрицу описао као „лаку за започињање, изазовну за играње и добро дизајнирану”, те ју је назвао једном од најбољих стратешких игрица за ту годину. Године 1993. магазин је изјавио да „игрица и није тако добар пример како би бриџ требало да изгледа”, међутим, те је искритиковао Шарифово дело за неадекватну документацију и присиљавање играча да се навикну на лицитацијски стил игриице. Као замену, Computer Gaming World је препоручио друге две бриџ игрице.
Године 2006. Шариф је изјавио следеће:
| „ | Престао сам у потпуности. Одлучио сам да више не желим да будем роб ичије страсти осим за свој посао. Имао сам превише страсти, бриџ, коњи, коцка. Желим да живим другачијим начином живота, да будем више са својом породицом јер им нисам дао довољно времена. | ” |

Шариф је био и редован посетилац казина у Француској.

## Лични живот

### Породица и лични односи
Шариф је живео у свом родном Египту од рођења 1932 године све док се није преселио у Европу 1965. Препричавао је 1932. године како његов отац „није био богат човек”, али је ипак „зарађивао поприлично новца”. Пре Египатске револуције 1952. године, краљ Фарук често је посећивао породичну кућу Шарифа те је постао пријатељ и партнер у карташким играма Шарифове мајке. Његова мајка је била елегантна и шармантна домаћица која је сва била превише одушевљена повезаношћу јер јој је пружала привилегију „дружења само са елитом” египатског друштва. Шариф је такође препричавао да је посао његовог оца везан за дрво био „веома успешан” у то време; Шариф је говорећи ово мислио да је посао био непоштен и неморалан. Насупрот овоме, после 1952. године Шариф је био мишљења да је богатство „променило руке” у Египту, и то под Насеровом политиком национализације. Посао Омаровог оца је почео да доживљава крах.
Године 1954. призната глумица Фатен Хамама прихватила је младог Шарифа као свог партнера у филму Сира Фи ел вади и шокирајући све прихватила је и снимање сцене на којој би требало да се пољуби са њим, чинећи ово по први пут у својој глумачкој каријери. Пар се заволео, а Шариф из љубави прешао на ислам те потом оженио Фатен. Убрзо су добили једног сина, Тарека ел Шарифа, који се родио 1957. године у Египту и као осмогодишњак појавио у Доктору Живагу играјући лика по имену Јури. Фатен и Омар су се растали 1966. године, а сам брак се законски окончао осам година после, 1974. Шариф се никада није оженио поново; изјавио је да се након развода никада није заљубио ни у једну жену. Хамама је умрла 17. јануара 2015. године (мање од шест месеци пре саме Шарифове смрти).
Ограничења путовања у облику „излазних виза” су за Египћане била неопходна, а одласци самог Шарифа како би глумио у међународним филмовима су каткада пролазили са отежавајућим околностима, што он није могао да толерише. Ограничења путовања која је наметала Насерова влада утицала су на Шарифову одлуку да између снимања остане у Европи, што га је и коштало венчавања са Фатен Хамамом, иако су остали пријатељи. То је била главна прекретница у Шарифовом животу и променила га је из оформљеног осамостаљеног стабилног породичног човека у доживотног нежењу који је живео по европским хотелима. Коментаришући своју славу и живот у Холивуду, Шариф је рекао: „Дала ми је славу, али дала ми је и усамљеност такође. И много носталгије за мојом земљом, мојим народом и мојом државом.” Када је Шарифова афера са Барбром Страјсенд обелодањена у египатским новинама, његово египатско држављанство је умало укинуто од стране египатске Владе због Страјсендине отворене и гласне подршке Израелу, са којим је Египат тада био у ратном стању.
Омар Шариф се спријатељио са Питером О’Тулом током снимања Лоренса од Арабије. Њих двојица су се појавили и неколико других филмова и остали су блиски пријатељи. Омар је био добар пријатељ и са познатим египтологом и археологом Захијем Хавасом. Глумац и пријатељ Том Кортни открио је 19. јула 2008. године у интервјуу за Test Match Special (емисија Радија Би-би-си) да је Шариф подржавао ФК Хал сити те да би 1970-их телефонирао на њихов аутоматски сервис за извештавање о резултатима из куће у Паризу како би добио свеже информације о напретку омиљеног фудбалског клуба. Шариф је 2010. године од Универзитета у Халу добио почасну диплому, а ту прилику искористио је да упозна једног од играча Хал ситија, Кена Вагстафа. Омар Шариф се такође интересовао за коњске трке, и то у периоду већем од 50 година. Имао је дуго пријатељство са тренером коња за трке Дејвидом Смагом, а могло га се често видети и на француским хиподромима, најчешће оном довилском у департману Калвадос (Хиподром Довил-ла Тук). Шарифови коњи освајали су бројне важне трке, а највећи успех остварио је Дон Боско који је освојио Prix Gontaut-Biron, Prix Perth и Prix du Muguet. Такође, једно време је писао за француски магазин за љубитеље коњских трка.
У каснијем животу, Шариф је углавном живео у Каиру са својом породицом. Поред сина, имао је и два праунучета: Омара (рођен 1983. у Монтреалу, Канада) и Карима. Омар Шариф млађи је такође глумац. У последње време постао је највише познат по разиграној „тучњави” на позорници при додели 83. Академијине награде (Оскара), и то са глумцем Кирком Дагласом који је презентовао награду за најбољу глумицу у пратећој улози те вечери. Шариф мл. је узбуркао јавност и када су се појавиле гласине о томе да је и геј и „полујевреј”, и то нетом после Египатске револуције 2011.; причало се да се боји за своју сигурност после победе исламистичких партија на парламентарним изборима.

### Болест и смрт
У мају 2015. године објављено је да Омар Шариф болује од Алцхајмерове болести. Његов син Тарек рекао је да му отац постаје збуњен при присећању на највеће филмове своје каријере. Тарек ел Шариф, једино дете из брака Омара Шарифа са Фатен Хамамом, рекао је и да Омар меша имена својих најпознатијих филмова, Доктора Живага и Лоренса од Арабије, често заборављајући и где су уопште били снимани.
Дана 10. јула 2015, мање од шест месеци после смрти бивше жене Хамаме у истој животној доби, 83-годишњи Омар Шариф после претрпљеног срчаног удара умире у каирској болници.
Сахрана се одржала 12. јула 2015. године у Великој џамији Мушира Тантавија у источном Каиру, а укопу је присуствовала група Шарифове родбине, рођака, пријатеља и египатских глумаца. Ковчег је био обмотан египатском заставом и црним платном.

## Занимљивости
- Био је висок 1,80 m.
- Иако је васпитан у духу хришћанства, преобратио се у ислам како би могао оженити љубав свог живота, Фатен Хамам.
- Једно време је био у романтичној вези са Барбром Страјсенд.
- 1992. године му је уграђен бајпас, а 1994. је имао блажи инфаркт, док инфаркт 10. јула 2015. године није преживео.
- 5. августа 2003. године осуђен је на условну казну на месец дана, након што је ударио полицајца у Паризу у близини једног казина. Морао је да плати казну од 1.700 долара, те одштету полицајцу од 340 долара.
- Новембра 2005. године награђен је од стране Унеска за допринос светском филму.
- Незванично се прича да се налази на Ал Каидиној „листи за одстрел”, јер је глумио у италијанском филму улогу Светог Петра (в. овде). Иако је муслиман, никада није строго следио Куран. Неретко се јавно залагао да муслимани толеришу јевреје и хришћане.

## Награде
Новембра 2005. године, Шариф је добио инаугуралну Сергеј Ајзенштајн медаљу од стране Организације Уједињених нација за образовање, науку и културу (Унеско), због признавања његових значајних доприноса светском филму и културној разноликости. Медаља, која се додељује веома ретко, своје име је добила по руском (тачније совјетском) режисеру и филмском теоретичару Сергеју Ајзенштајну, а само 25 особа ју је добило о чему одлучује уговор између Унеска, руског „Мосфилма” и фондације „Виват”.

## Филмографија
| Улоге Омара Шарифа |                                   |               |                                    | |
| Година             | Српски назив                      | Изворни назив | Улога                              | Напомена |
| 1954.              | Шејтан ел сахра                   |               |                                    | Познат и као Пустињски ђаво |
| 1954.              | Сира Фи ел Вади                   |               | Ахмед                              | Познат и као Јарко сунце, Борба у долини и Невоља у долини                                                                                        |
| 1955.              | Ајамна ел холва                   |               | Ахмед                              | Познат и као Наши најбољи дани |
| 1956.              | Либанска мисија                   |               | Мокрир                             | Оригинални наслов је био La Châtelaine du Liban; Шариф потписан као |
| 1956.              | Сира фи ел мина                   |               | Рагаб                              | |
| 1957.              | Ла-анам                           |               | Азиз                               | Познат и као Бесани и Нема сутрашњице |
| 1957.              | Ард ел селам                      |               | Ахмед                              | Познат и као Земља мира |
| 1958.              | Гоха                              |               | Гоха                               | Шариф потписан као |
| 1958.              | Шатије ел асрар                   |               | Мамдох                             | |
| 1958.              | Галтет хабиби                     |               | Салах                              | |
| 1959.              | Сира фил Нил                      |               | Мухасаб                            | Познат и као Борба на Нилу |
| 1959.              | Сајидат ел каср                   |               | Адел                               | Познат и као Дама са дворца |
| 1959.              | Мин ажал емра                     |               | Шокри                              | |
| 1959.              | Мавед ма магул                    |               | Мадги                              | |
| 1959.              | Фадиха фил Замалек                |               | Ахмед                              | |
| 1960.              | Нахна ел таламиза                 |               | Адел                               | |
| 1960.              | Лавет ел хуб                      |               |                                    | |
| 1961.              | Гарам ел асијад                   |               |                                    | |
| 1961.              | Бидаја ва нихаја                  |               | Хасанијен                          | |
| 1961.              | Ешаа хоб                          |               | Хусеин                             | Познат и као Љубавне приче |
| 1961.              | Нахр ел хоб                       |               | Калид                              | Познат и као Река љубави |
| 1961.              | Хоби ел вахид                     |               |                                    | Познат и као Моја једина љубав |
| 1961.              | Човек у нашој кући                |               | Ибрахим                            | Ар. |
| 1962.              | Лоренс од Арабије                 |               | Шериф Али                          | Златни глобус за најбољег глумца у пратећој улози Златни глобус за глумца нову звезду године Номинован: Оскар за најбољег глумца у пратећој улози |
| 1964.              | Пад Римског царства               |               | Сохамус                            | |
| 1964.              | Погледајте бледог коња            |               | Франциско                          | |
| 1964.              | Жути ролс-ројс                    |               | Давич                              | |
| 1965.              | Џингис-кан                        |               | Џингис-кан                         | |
| 1965.              | Марко Величанствени               |               | Шејк Ала Ху, „Пустињски Ветар”     | |
| 1965.              | Доктор Живаго                     |               | Доктор Живаго (Јури)               | Златни глобус за најбољег глумца |
| 1965.              | Ел Мамалик                        |               |                                    | |
| 1966.              | Мак је такође цвет                |               | Доктор Рад                         | |
| 1967.              | Ноћ генерала                      |               | Мајор Грау                         | |
| 1967.              | Више од чуда                      |               | Принц Родриго Фернандез            | |
| 1968.              | Смешна девојка                    |               | Ник Арнстејн                       | |
| 1968.              | Мајерлинг                         |               | Надвојвода Рудолф                  | |
| 1969.              | Макенино злато                    |               | Колорадо                           | |
| 1969.              | Уговор                            |               | Френдерико Фенди                   | |
| 1969.              | Че!                               |               | Че Гевара                          | |
| 1969.              | Три човека на коњу                |               | ухапшеник                          | |
| 1971.              | Последња долина                   |               | Фогел                              | |
| 1971.              | Коњаник                           |               | Ураз                               | |
| 1971.              | Провалници                        |               | Абел Захарија                      | Истовремено сниман и на француском као са истом глумачком поставом                                                                                |
| 1972.              | Закон љубави                      |               | Пјер                               | |
| 1973.              | Мистериозно острво                |               | капетан Немо                       | |
| 1974.              | Семе тамаринде                    |               | Фјодор Свердлов                    | |
| 1974.              | Џугернаут                         |               | Капетан Алекс Брунел               | |
| 1975.              | Смешна дама                       |               | Ники Арнстајн                      | |
| 1976.              | Ас у рукаву                       |               | Андре Ферен                        | Познат и као |
| 1976.              | Пинк пантер напада поново         |               | Египастски убица                   | Неприписани камео |
| 1979.              | Ашанти: Земља без милости         |               | Принц Хасан                        | |
| 1979.              | Крвна линија                      |               | Иво Палаци                         | |
| 1980.              | Ши                                |               | Барон Чезаре Мањаско               | Познат и као |
| 1980.              | Балтиморски метак                 |               | Ђакон                              | |
| 1980.              | Ох! Божанствени пас               |               | Барт                               | |
| 1981.              | Зелени лед                        |               | Мено Арђенти                       | |
| 1981.              | Инчон                             |               | Индијски официр                    | Неприписани камео |
| 1984.              | Топ сикрет!                       |               | Агент Седрик                       | |
| 1987.              | Тешка крађа                       |               | Рашид Сауд                         | |
| 1988.              | У поседу                          |               | Степан                             | Познат и као |
| 1988.              | Плаве пирамиде                    |               | Алекс                              | Познат и као |
| 1988.              | Кључеви до слободе                |               | Џонатан                            | |
| 1989.              | Ал арагоз                         |               | Мухамед Гад ел Карим               | Познат и као |
| 1990.              | Месечеве планине                  |               | арапски шеф у Каиру                | |
| 1990.              | Путовање љубави                   |               | Рико                               | |
| 1990.              | Лопов дугиних боја                |               | Дима                               | |
| 1991.              | Рат у земљи Египту                |               |                                    | Познат и као или |
| 1991.              | Мејриг                            |               | Хагоп                              | |
| 1992.              | 588 авенија раја                  |               | Хагоп                              | Познат и као |
| 1992.              | Изван правде                      |               | Емир Бени-Заир                     | |
| 1992.              | Тенгоку но Тајцаи                 |               | Цаи Манг Хуа                       | |
| 1993.              | Смех, игре, озбиљност и љубав     |               |                                    | Познат и као |
| 1997.              | Рај пре него што умрем            |               | Халил Џибран                       | |
| 1998.              | Мистерије Египта                  |               | Деда                               | Документарац |
| 1999.              | Тринаести ратник                  |               | Мелкисдек                          | |
| 2001.              | Цензор                            |               |                                    | |
| 2001.              | Официр на отпусту                 |               | Виктор                             | |
| 2003.              | Господин Ибрахим и цветови Курана |               | Господин Ибрахим                   | Награда Сезар за најбољег глумца |
| 2004.              | Хидалго                           |               | Шејк Ријад                         | |
| 2006.              | Ватра у мом срцу                  |               | Принц Никола                       | |
| 2006.              | Једна ноћ с краљем                |               | Принц Мемукан                      | |
| 2008.              | 10.000 п. н. е.                   |               | Наратор                            | Само глас |
| 2008.              | Хасан и Маркус                    |               | Хасан/Маркус                       | Познат и као |
| 2009.              | Путник                            |               | Старији Хасан                      | Често познат и као |
| 2009.              | Заборавио сам ти рећи             |               | Жаум                               | Познат и као |
| 2013.              | Замак у Италији                   |               | Омар Шариф                         | |
| 2013.              | Рок д кежбех                      |               | Мулај Хасан                        | |
| 2015.              | 1001 изум и свет Ибн ел Хајтама   |               | Деда                               | главна улога у филму; последња филмска улога |
| Телевизија         |                                   |               |                                    | |
| 1973.              | Мистериозно острво                |               | Капетан Немо                       | ТВ мини-серија; такође позната и као |
| 1984.              |                                   |               | Кода Дед                           | ТВ мини-серија, базирана на |
| 1986.              | Петар Велики                      |               | Принц Фјодор Јурјевич Ромодановски | ТВ мини-серија |
| 1986.              | Анастасија: Анина мистерија       |               | Цар Никола                         | ТВ мини-серија |
| 1991.              | Сећања поноћи                     |               | Константин Демирис                 | ТВ филм |
| 1992.              | Господин Арис иде у Париз         |               | Маркиз Хиполит                     | ТВ филм |
| 1995.              | Катарина Велика                   |               | Алексеј Григоријевич Разумовски    | ТВ филм |
| 1996.              | Гуливерова путовања               |               | Чаробњак                           | ТВ мини-серија |
| 2001.              | Шака Зулу: Цитадела               |               | Краљ                               | ТВ филм |
| 2005.              | Империјум: Свети Петар            |               | Свети Петар                        | ТВ филм |
| 2006.              | Десет заповеди                    |               | Џетро                              | ТВ мини-серија |
| 2007.              | Ханан В. Ханин                    |               | Рауф                               | Египатска ТВ серија; такође позната и као |
| 2008.              | Последњи темплар                  |               | Константин                         | ТВ серија |

### Цитирана библиографија
- Nickens, Christopher; Swenson, Karen (2000). The Films of Barbra Streisand. NY: Citadel Press. стр. 208. ISBN 978-0-8065-1954-8. Приступљено 20. 7. 2016.
- Sharif, Omar (1977). The Eternal Male: My Own Story (I изд.). London/NY: Doubleday / W. H. Allen and Co. стр. 155. ISBN 978-0-491-02431-0. Приступљено 20. 7. 2016.